# Calcio in Iraq
Il calcio in Iraq è lo sport più popolare ed è gestito, a livello agonistico, dalla Federazione calcistica dell'Iraq.

## Storia
Storicamente il calcio ha svolto in Iraq un'importante funzione di aggregatore sociale. Le origini del calcio iracheno sono legate ai rapporti intrattenuti dalle popolazioni della Mesopotamia con l'antica Cina, dove era praticato il cuju, una sorta di antenato del moderno calcio. Da un dipinto scoperto nella città di Nafar, a ovest di Afak, nel governatorato di al-Qadisiyya, nel 1977, risulta che ai primi del XIX secolo, se non già qualche decennio prima, in Iraq si praticava il calcio, ben prima del Mandato britannico della Mesopotamia, iniziato nel 1914.
Secondo vari storici, il calcio si diffuse in Iraq a partire dalle città di Bassora, Mosul e Baghdad, specie attraverso il porto di Bassora, il maggiore d'Iraq, dove squadre di iracheni giocavano a calcio con compagini composte da marinai stranieri, e i contatti tra gli studenti di Mosul e Baghdad e la città di Istanbul, dove questi ultimi appresero le regole dello sport e lo diffusero una volta tornati in patria. Nel periodo antecedente alla prima guerra mondiale, un calciatore iracheno noto in Turchia come  Mudhafar Ahmed o Muzaffer Ahmet guidò varie squadre dilettantistiche a Istanbul e tornò poi a Baghdad, dove divenne uno dei primi arbitri di calcio del paese.
Quando l'impero ottomano fu sconfitto alla fine della campagna della Mesopotamia del primo conflitto mondiale, iniziò il Mandato britannico della Mesopotamia, che amministrava Mosul, Baghdad e Bassora. Lo stato fu denominato Iraq e i britannici occuparono larga parte del paese con la Royal Air Force, che aprì varie basi, tra cui quella di Hinaidi, nella zona meridionale di Baghdad. Fu in questo luogo, poi ridenominato Muaskar Al-Rasheed ("campo di Al-Rasheed") che il calcio divenne una parte importante della vita quotidiana dei militari britannici. La British Army nel Medio Oriente aveva incorporato molti ex calciatori professionisti, attivi nella English Football League. Tra questi figuravano il difensore Alf Ramsey, poi calciatore e allenatore della nazionale inglese, Harry Goslin, poi capitano del Bolton, e altri quattordici elementi che avevano giocato nel Bolton, che dopo lo scoppio della seconda guerra mondiale, nel 1939, si arruolarono nell'esercito.
La più antica società calcistica irachena, fondata il 4 luglio 1931 nella base di Hinaidi con il nome di Gipsy Moth, è l'Al-Quwa Al-Jawiya ("Club atletico delle Forze aeree"), che rappresentava la Forza aerea dell'Iraq, fondata poco più di due mesi prima, il 22 aprile. Fu poco prima della metà del XX secolo, nel 1948, che, a Baghdad, il calcio si diede un'organizzazione e una codificazione stabile, con la fondazione della Federazione calcistica dell'Iraq. La nazionale irachena di calcio, che aveva esordito nel 1950, disputò la prima partita ufficiale, riconosciuta cioè dalla FIFA, nel 1957, ai Giochi panarabi.